# 絲鰭腔吻鱈
絲鰭腔吻鱈，為輻鰭魚綱鱈形目鼠尾鱈科的其中一種，分布於西太平洋菲律賓呂宋島北部海域，屬深海底棲性魚類，棲息在底中層水域，生活習性不明。